# Crișan (okręg Konstanca)
Crișanⓘ – wieś w Rumunii, w okręgu Konstanca, w gminie Crucea. W 2011 roku liczyła 324 mieszkańców.